# Froðba
Froðba (IPA: [ˈfɹoːba], danska: Frodebø) är en ort på Färöarna, belägen öster om Tvøroyri på den sydligaste ön Suðuroy i kommunen Tvøroyris kommun. En sägen säger att Froðba är Färöarnas äldsta by. Omkring år 625 blev kung Frode slagen ur kurs på hemresan från Irland till Danmark och efter flera dagars ovisshet får de land i sikte. Frode startar upp en gård till de medtagna fåren och platsen får hans namn. En del av folket blir efterlagda. Året efter är Frode tillbaka med mer folk och får från Danmark. Froðba ägde marken i Tvøroyri där monopolhandeln år 1836 byggdes och där Tvøroyri blev anlagd. År 1840 uppförs en kyrka som redan år 1856 flyttas till Tvøroyri.
Vid Froðba är det möjligt att se basaltformationer efter en väg som blev anlagd från Tvøroyri. Efter andra världskriget anlade engelska soldater en väg upp till det 324 meter höga Frobiarnípa, där de byggde en loranstation (navigationsröst med en radie på 500 till 100 sjömil baserat på tre stationer). På grund av flera angrepp från tyska flygbombare blev stationen aldrig färdigbyggd och blev istället uppförd på Skúvanes söder om Vágur. Från berget finns en god utsikt til Stóra Dímun och Lítla Dímun. Följer man markvägen mot öst parallellt med stranden under Frobiarnípa finns grottan "Hól í Hellu".
Staden hade år 2015 totalt 289 invånare. Den kända satiriska diktaren Poul F. Joensen (1898-1970) var skollärare och boende i Froðba mellan 1920 och sin död år 1970.

## Befolkningsutveckling
| Befolkningsutvecklingen i Froðba 1985–2015 | Befolkningsutvecklingen i Froðba 1985–2015 | Befolkningsutvecklingen i Froðba 1985–2015 | Befolkningsutvecklingen i Froðba 1985–2015 | Befolkningsutvecklingen i Froðba 1985–2015 |
| ------------------------------------------ | ------------------------------------------ | ------------------------------------------ | ------------------------------------------ | ------------------------------------------ |
|                                            |                                            |                                            |                                            |                                            |
| År                                         |                                            |                                            | Folkmängd                                  |                                            |
| 1985                                       | 1985                                       |                                            | 200                                        |                                            |
| 1990                                       | 1990                                       |                                            | 189                                        |                                            |
| 1995                                       | 1995                                       |                                            | 167                                        |                                            |
| 2000                                       | 2000                                       |                                            | 146                                        |                                            |
| 2005                                       | 2005                                       |                                            | 138                                        |                                            |
| 2010                                       | 2010                                       |                                            | 276                                        |                                            |
| 2015                                       | 2015                                       |                                            | 289                                        |                                            |
|                                            |                                            |                                            |                                            |                                            |